# Álvaro Rico (actor)
Álvaro Rico Ladera (La Puebla de Montalbán, Toledo, España; 13 de agosto de 1996) es un actor español, conocido por interpretar a Polo en la serie Élite y por ser el protagonista de El jardinero, ambas series españolas de Netflix.

## Biografía
Álvaro nació en La Puebla de Montalbán (Toledo) en 1996, en el seno de una familia emprendedora, con una pastelería-cafetería como modo de vida. Se interesó por el mundo artístico desde pequeño y, con el apoyo de su familia, ingresó con 18 años en la Real Escuela Superior de Arte Dramático donde comenzó a estudiar interpretación.

## Carrera
En 2011 inició su actividad como actor en una adaptación teatral de La Celestina y su debut en televisión se produjo en 2017 en un episodio de Centro médico. También en 2017 interpretó a Nicolás en algunos capítulos Velvet Colección.
A finales de 2017 se anunció que sería uno de los protagonistas de la segunda serie española original de Netflix titulada Élite. En la serie, estrenada en 2018, interpreta a Polo, un joven bisexual que protagoniza un trío amoroso con Carla (Ester Expósito) y Christian (Miguel Herrán). En la serie se mantuvo hasta la tercera temporada, tras la muerte de su personaje.
Tras el éxito de la ficción española tanto nacional como internacionalmente, realizó papeles como personaje secundario en la series El Cid (2020-2021) en Prime Video y La caza. Tramuntana (2021) en Televisión Española. Además, protagonizó la ficción de Atresmedia Alba, donde interpretó a un chico rico culpable de una violación.
En 2022 participó en la series Madres. Amor y vida, una ficción de médicos en Prime Video y en Sagrada familia, creada por Manolo Caro para Netflix, donde interpreta a uno de los protagonistas Marcos Almonacid. Un año más tarde fichó como protagonista principal para la serie Hasta el cielo: La serie, continuación de la película homónima, donde interpreta a Fernán.
Su debut en el cine se conoció a finales de 2022, con el anunció del rodaje de la película Invasión, dirigida por David Martín-Porras y Guillermo Ríos, pendiente de ser estrenada.

## Filmografía

### Televisión y plataformas
| Año         | Título                   | Personaje                        | Notas                                          |
| ----------- | ------------------------ | -------------------------------- | ---------------------------------------------- |
| 2017        | Velvet Colección         | Nicolás                          | Reparto episódico (temporada 1); 7 episodios   |
| 2017        | Centro médico            | Diego Bravo                      | 1 episodio                                     |
| 2018 - 2020 | Élite                    | Leopoldo "Polo" Benavent Villada | Elenco principal (temporada 1-3); 24 episodios |
| 2020        | Relatos con-fin-a-dos    | Teo                              | Episodio: «El aprendiz»                        |
| 2020        | El show de Álvaro Rico   | Él mismo                         | Presentador; 4 programas                       |
| 2020 - 2021 | El Cid                   | Nuño Álvarez de Carazo           | Elenco principal; 10 episodios                 |
| 2021        | La caza. Tramuntana      | Miquel Torres Bosch              | Elenco secundario (temporada 2); 7 episodios   |
| 2021        | Alba                     | Jacobo Entrerríos                | Elenco principal; 13 episodios                 |
| 2022        | Madres. Amor y vida      | Gabriel Cañizares Laguna         | Elenco principal (temporada 4); 8 episodios    |
| 2022 - 2023 | Sagrada familia          | Marcos Almonacid                 | Elenco principal; 13 episodios                 |
| 2023        | Hasta el cielo: La serie | Fernán                           | Elenco principal; 7 episodios                  |
| 2024        | Las abogadas             | Enrique Ruano                    | Colaboración especial; 1 episodio              |
| 2025        | El Jardinero             | Elmer Jurado                     | Elenco principal; 6 episodios                  |

### Cine
| Año  | Título          | Personaje | Notas |
| ---- | --------------- | --------- | ----- |
| 2024 | Invasión        | Arturo    |       |
| 2025 | La buena suerte |           |       |